# Dale Soules
Dale Soules (* 2. Oktober 1946 in New Jersey) ist eine US-amerikanische Schauspielerin. Bekanntheit erlangte sie durch die Rolle der Frieda Berlin in der Netflix-Serie Orange Is the New Black, die sie von 2014 bis 2019 verkörperte.

## Leben
Dale Soules wuchs bei ihrer Großmutter in der Nähe des Greenwood Lakes bei West Milford auf, nachdem ihr Vater nach seiner Kriegserfahrung zum Alkoholiker wurde und zeitweise im Gefängnis saß. Soules besuchte die West Milford High School, wo sie bei lokalen Theateraufführungen erste Schauspielerfahrungen sammelte. Sie sang zudem im Kirchenchor und nahm Schauspielunterricht am HB Studio von Herbert Berghof.
Mitte der 1960er Jahre zog Soules nach New York, um dort eine Schauspielkarriere zu beginnen. Nach verschiedenen Anstellungen hinter den Kulissen erlangte sie 1968 durch die Rolle der Jeanie in der Broadway-Uraufführung von Hair als Darstellerin Bekanntheit. In den folgenden Jahren war sie in weiteren Broadway-Aufführungen zu sehen, darunter in Arthur Millers Drama Hexenjagd.
Neben ihrer Bühnentätigkeit war Soules seit 1971 auch als Darstellerin in Fernsehserien sowie Kurz- und Independentfilmen zu sehen. 2009 spielte sie kleine Nebenrollen in The Messenger – Die letzte Nachricht und New York Mom. Ihre wohl bekannteste Rolle verkörperte Soules von 2014 bis 2019 als Frieda Berlin in der von Netflix-Produzierten Serie Orange is the New Black. 2014, 2015 und 2016 erhielt sie hierfür gemeinsam mit der restlichen Besetzung der Serie den Screen Actors Guild Award für das beste Ensemble in einer Comedyserie.
Die deutsche Synchronstimme von Dale Soules ist seit Orange is the New Black Isabella Grothe.

## Filmografie (Auswahl)
- 1971: Prism
- 1980: Below the Belt
- 1980: Bag Lady
- 1988: Blood Orgy of the Leather Girls
- 1997: Love God
- 2005: Criminal Intent – Verbrechen im Visier (Law & Order: Criminal Intent; Fernsehserie, eine Folge)
- 2005: Law & Order (Fernsehserie, eine Folge)
- 2006: Diggers
- 2009: The Messenger – Die letzte Nachricht (The Messenger)
- 2009: New York Mom (Motherhood)
- 2010: How to Make It in America (Fernsehserie, eine Folge)
- 2013: Unforgettable (Fernsehserie, eine Folge)
- 2014–2019: Orange Is the New Black (Streaming-Serie, 63 Folgen)
- 2017: Aardvark
- 2018: The Miseducation of Cameron Post
- 2019: New Amsterdam (Fernsehserie, eine Folge)
- 2019: The Marvelous Mrs. Maisel (Fernsehserie, eine Folge)
- 2021: Infiltration (Invasion, Fernsehserie, eine Folge)
- 2022: Lightyear (Stimme)
- seit 2023: Digman! (Fernsehserie)
- 2024: Star Wars: Skeleton Crew (Fernsehserie)